# Thomas Holley Chivers

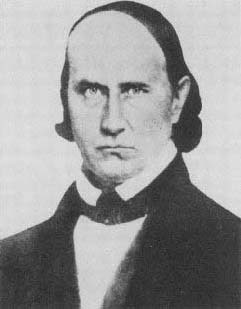
Thomas Holley Chivers

Thomas Holley Chivers (* 18. Oktober 1809 auf der Plantage Digby Manor bei Washington, Georgia; † 18. Dezember 1858 in Decatur, Georgia) war ein amerikanischer Dichter. Besondere Bekanntheit erlangte er durch die Biografie Life of Poe des Schriftstellers Edgar Allan Poe.

## Werke (Auswahl)

### Gedichte
- Nacoochee (1837)
- The lost Pleiad and other poems (1845)
- Eonchs of ruby, a gift of love (1851)
- Virginalia (1853, auch unter dem Titel Songs of my summer nights)

### Drama
- Conrad and Eudora (1934)